# آخر الأشعار
آخر الأشعار هو ديوان شعري للشاعر التشيلي بابلو نيرودا، الحائز على جائزة نوبل في الأدب، ويُعد من من آخر أعماله، حيث كتبه في سنواته الأخيرة قبل وفاته عام 1973. يتميز هذا الديوان بنبرته السياسية الثورية، ويجمع بين الشعر والنقد المباشر للأنظمة الإمبريالية، يمثل هذا العمل ذروة التزام نيرودا السياسي، كما يعكس صوته الغاضب والداعم لحركات التحرر في أمريكا اللاتينية والعالم.

## محتوى الديوان
يحتوي الديوان على مجموعة من القصائد التي تعكس المرحلة السياسية لنيرودا، ويظهر فيها بوضوح انحيازه للطبقات الشعبية، ورفضه للديكتاتوريات والتدخل الأجنبي. يستخدم الشاعر لغة مباشرة، حادة، وغالبًا خطابية، دون أن يتخلى عن شعرية الصورة والتعبير.
القصائد تعبر عن:
- سخط على الإمبريالية والاحتلال والاستغلال.
- تضامن مع الشعوب المقهورة.
- نبرة هجومية تجاه الزعماء الذين يعتبرهم نيرودا طغاة.
- دعوة للتحرر.

## السياق التاريخي
كُتبت هذه القصائد في الفترة الأخيرة من حياة نيرودا، في ظل أزمات سياسية عرفتها تشيلي، وانقلابات متوقعة كانت تهدد النظام الديمقراطي. الديوان يُقرأ اليوم بوصفه شهادة شعرية على زمن مضطرب، كما يُعد تكملة لمسيرته الشعرية والسياسية، وخاصة بعد أعمال مثل «النشيد العام» و«إقامة على الأرض».

## الأسلوب واللغة
يغلب على الديوان أسلوب مباشر، واضح، يحمل نبرة خطابية شديدة الوقع، بعيدة عن الرمز والتجريد الذي ميّز مراحل أخرى من كتاباته. يتخلله أيضًا توظيف لصور شعرية مكثفة، لكن الغرض منها خدمة الرسالة السياسية.

## اقتباسات
تعال معي
لأجل هذا
أنا هنا في رفقتك :
لأجل سيادة شيلي الورقاء
لأجل المحيط ولأحل كافة صياديه 
لأجل خبز أطفالنا العنادل.
لأجل النحاس
ونيترات الصوديوم الممزوجة بالآلام
لأجل الدقيق والنضال الفلاحي
لأجل الرفيق الطيب ، ولأجل الصديقة

 لأجل البحر ، لأجل الوردة.
هو
إني أقاضيك، أيها المجـ رم
وأخضعك كي يحاكمك الفقراء،
وأموات الأمس ، والمحروقون،
وهؤلاء المحرومون من الكلمة والنجوى
العميان ، والعرايا
الجرحى، والمتضررون 
جميعهم

 يريدون محاكمتك دون مرسوم.